# Парковый (Краснодарский край)
Па́рковый — посёлок в Тихорецком районе Краснодарского края России.
Административный центр Парковского сельского поселения.

## География
Посёлок находится в северо-восточной части Краснодарского края на степной Кубано-Приазовской равнине и примыкает к южной части города Тихорецк, административного центра района.

## Население
| 2002 | 2010  | 2021  |
| ---- | ----- | ----- |
| 4466 | ↗4542 | ↘4442 |

## Улицы
| - ул. Вертолётная, - ул. Гагарина, - ул. Дальняя, - ул. Дорожная, - ул. Дружбы, - ул. Заречная, - ул. Казачья, - ул. Каштановая, - ул. Кленовая, | - ул. Лесная, - ул. Листопадная, - ул. Луговая, - ул. Майская, - ул. Олимпийская, - пер. Парковый, - ул. Привольная, - ул. Пригородная, - ул. Промышленная, | - ул. Рабочая, - ул. Раздольная, - ул. Ракитная, - ул. Родниковая, - ул. Российская, - ул. Светлая, - ул. Славянская, - ул. Совхозная, - ул. Солнечная, | - ул. Спортивная, - ул. Строителей, - ул. Тенистая, - ул. Тихая, - ул. Хлеборобная, - ул. Центральная, - пер. Школьный, - ул. Южная, - ул. Юности. |

## Известные жители
В посёлке жила на пенсии Анна Яковлевна Сазыкина (1923—1997) — советский работник сельского хозяйства, Герой Социалистического Труда.